# 宜都郡
宜都郡，中国东汉时设置的郡。
原属南郡。东汉建安十三年（208年），权臣曹操改夷陵等地为临江郡。曹操在赤壁之战被左将军豫州牧（非实领）刘备、会稽太守孙权联军击败后，其与盟友益州牧刘璋在临江郡的势力也被孙权驱逐。孙权不承认曹操的区划，临江郡被孙权攻取后建置自动取消，仍属南郡。后来孙权将南郡等地让给刘备，即借荆州。建安十五年（210年），刘备在原临江郡设宜都郡，治所在今湖北省宜都市陆城，管辖夷道、西陵、佷山三县。特委任徵虜將軍張飛為太守，封新亭侯。《三國志·蜀志》稱其“治郡有聲”。由於史無多載，其業績詳敘不得。今西陵峽口三遊洞的張飛擂鼓台和古軍壘遺址，相傳就是張飛在這兒訓練過水軍的存跡。張飛後隨劉備西取益州，宜都太守相繼有劉封、孟達、樊友、廖化等人出任，都有所聲名。其中劉封比較突出，他興土木，建城邑，今有刘封城遗址。
建安二十四年（219年），孫權襲取荊州，派部將呂蒙和陸遜為前部，迅速佔領了南郡。為了阻止關羽入川，同時鞏固地盤，陸遜徑自趕往宜都郡，宜都太守樊友見勢不妙，便“委郡去”。於是陸遜領宜都郡，“諸城長吏及蠻夷長官皆降”（《三國志》），陸遜為東吳的首任宜都郡太守。當時陸遜分兵平定枝江、夷道和佷山等地，就坐鎮夷陵，把守峽口，以防蜀方。至此，宜都郡為東吳所有，下領秭歸、夷陵、夷道和枝江四縣。孙权又分巫县和秭归设立固陵郡。夷陵之战時，廖化重歸劉備，刘备曾收复部分宜都郡和全部的东吴固陵郡，于是任命廖化為宜都太守。刘备兵败后，宜都郡复归东吴，东吴没有复立固陵郡，其地重新并入宜都郡。三国东吴黄武元年（222年），改夷陵为西陵郡，后仍称宜都郡。繼陸遜之後，吳國宜都郡太守由雷譚、王歧、虞忠等人出任，均為一時名宦，舊志略有記載。永安三年（260年），吴景帝孙休分宜都郡置建平郡。
西晋时宜都郡属荆州，辖夷道、佷山、夷陵三县。宋武帝永初元年（420年），析夷道县置宜昌县。西魏时，宜都郡属柘州，辖巴山、夷道、归化、夷陵四县。隋朝开皇七年（587年），废宜都郡。

## 國主

### 南朝宋宜都國（420年—424年）
| 宜都國（420年－424年）丨食邑3000戶 |      |          |    |        |              |              |
| 代數                               | 世   | 封爵     | 謚 | 姓名   | 在位時間     | 備註         |
| 1                                  | 始封 | 宜都郡王 |    | 劉義隆 | 420年－424年 | 宋武帝第三子 |
| 即皇帝位，國除                     |      |          |    |        |              |              |

### 南朝齊宜都國（483年—494年）
| 宜都國（483年－494年）丨食邑2000戶 |      |          |    |      |              |                |
| 代數                               | 世   | 封爵     | 謚 | 姓名 | 在位時間     | 備註           |
| 1                                  | 始封 | 宜都郡王 |    | 蕭鏗 | 483年－494年 | 齊高帝第十六子 |
| 伏誅，國除                         |      |          |    |      |              |                |

### 南朝齊宣城國（493年—495年）
| 宣城國（500年－501年）丨以宣城、南琅邪、南東海、東陽、臨海、新安、尋陽、南郡、竟陵、宜都十郡為國 |      |        |    |        |              |              |
| 代數                                                                                             | 世   | 封爵   | 謚 | 姓名   | 在位時間     | 備註         |
| 1                                                                                                | 始封 | 宣城王 |    | 蕭寶融 | 500年－501年 | 齊明帝第八子 |
| 即皇帝位，國除                                                                                   |      |        |    |        |              |              |

### 南朝梁宜都國（549年—550年）
| 宜都國（549年－550年）/汝南國（550年－554年）\|食邑2000戶 |      |          |    |        |              |                |
| 代數                                                      | 世   | 封爵     | 謚 | 姓名   | 在位時間     | 備註           |
| 1                                                         | 始封 | 宜都郡王 |    | 蕭大封 | 549年－550年 | 梁簡文帝第九子 |
| 1                                                         | 始封 | 汝南郡王 |    | 蕭大封 | 550年－554年 | 梁簡文帝第九子 |
| 降魏，國除                                                |      |          |    |        |              |                |

### 南朝梁宜都國（552年—553年）
| 宜都國（552年－553年） |      |          |    |        |              |        |
| 代數                   | 世   | 封爵     | 謚 | 姓名   | 在位時間     | 備註   |
| 1                      | 始封 | 宜都郡王 |    | 蕭圓肅 | 552年－553年 | 蕭紀子 |
| 降魏，國除             |      |          |    |        |              |        |

### 南朝陳宜都國（573年—589年）
| 宜都國（573年－589年） |      |          |    |        |              |              |
| 代數                   | 世   | 封爵     | 謚 | 姓名   | 在位時間     | 備註         |
| 1                      | 始封 | 宜都郡王 |    | 陳叔明 | 573年－589年 | 陳宣帝第六子 |
| 陳亡，國除             |      |          |    |        |              |              |